# Polgármesterek Szövetsége
A Polgármesterek Szövetsége helyi és regionális önkormányzatokból álló fő európai mozgalom, amely önkéntes elkötelezettséget vállal az energiahatékonyság növelése és a megújuló energiaforrások saját területükön történő használata iránt. Az elkötelezettséggel a Covenant aláíróinak az a célja, hogy elérjék és túlszárnyalják az Európai Unió által 2020-ra kitűzött 20%-os CO2-kibocsátás csökkentést.
Az Európai Unió klíma- és energiacsomagjának 2008-ban történt elfogadását követően az Európai Bizottság létrehozta a Polgármesterek Szövetségét, hogy támogassa a helyi önkormányzatok fenntartható energiapolitika megvalósítása során tett erőfeszítéseit.
Egyedi jellegének köszönhetően – hiszen ez az egyetlen olyan mozgalom a maga nemében, amely a helyi és regionális szereplőket az uniós célkitűzések teljesítése érdekében mozgósítja – a Polgármesterek Szövetségét az európai intézmények a többszintű kormányzás kivételes modelljeként tartják számon.

## A Covenant Aláírói
Az európai önkormányzatok – a kis falvaktól kezdve a nagyvárosokig – csatlakozhatnak a Covenant aláíróihoz.
A városoknak és városi területeknek kulcsfontosságú szerepe van a klímaváltozás enyhítésében, mivel az Európai Unióban termelt energia háromnegyedét fogyasztják, és hasonló mennyiségű CO2-kibocsátásért is felelnek. A helyi önkormányzatok ideális helyet foglalnak el ahhoz, hogy a polgárok hozzáállását megváltoztassák, a klíma- és energiaügyeket átfogó módon kezeljék, különösen a köz- és magánérdekek harmonizálása révén, valamint azáltal, hogy a fenntartható energiaügyeket egy átfogó helyi fejlesztési tervbe integrálják.
A Polgármesterek Szövetségéhez való csatlakozás lehetőséget teremt a helyi önkormányzatok számára a területükön a CO2-kibocsátás csökkentésére tett erőfeszítések megerősítésére, az európai támogatás és elismerés hasznosítására, valamint az európai társintézményekkel való tapasztalatcserére.
A Szövetséghez 2011 végéig Európa-szerte mintegy 3300 önkormányzat csatlakozott, közöttük összesen 15 magyar településsel. A jelentkezők ugyaneddig csaknem 1100 Akciótervet készítettek el és nyújtottak be, Magyarországon elsőként az alapítók között szereplő Budapest Főváros Önkormányzata hagyta jóvá saját fenntartható energia akciótervét, 2011. november 16-án, majd őt követve Hajdúszoboszló 2011 decemberének elején már elkészített akcióterv birtokában csatlakozott a Szövetséghez.

## Hivatalos kötelezettségvállalások
A Covenant több, mint egy egyszerű szándéknyilatkozat aláírása. Az általuk kitűzött ambiciózus CO2csökkentési célok elérése érdekében az aláírók elkötelezik magukat arra, hogy intézkedéseket tesznek, és elfogadják azt, hogy jelentést készítenek, és folyamatosan beszámolnak a megvalósításról. Az előre meghatározott határidőkön belül hivatalosan vállalják az alábbiakat:
- Megfelelő adminisztratív struktúrák kialakítása, beleértve az intézkedések vállalásához szükséges, elegendő emberi erőforrás biztosítását;
- CO2 Alapkibocsátás készlet elkészítése;
- A Fenntartható Energia Akcióterv benyújtását követően legalább kétévente megvalósítási jelentés benyújtása értékelés, ellenőrzés és igazolás céljából.
- A Fenntartható Energia Akcióterv benyújtását követően legalább kétévente megvalósítási jelentés benyújtása értékelés, ellenőrzés és igazolás céljából.

A Fenntartható Energia Akciótervek kidolgozásában, tekintettel a helyi érintett felek mobilizálásának rendkívüli szükségességére, az aláírók vállalják továbbá, hogy
- megosztják a tapasztalataikat és know-how-jukat a többi önkormányzattal;
- helyi Energia Napokat szerveznek annak érdekében, hogy felhívják a polgárok figyelmét a fenntartható fejlődésre és az energiahatékonyságra;
- részt vesznek a Polgármesterek Szövetségének éves ünnepségén, a tematikus műhelymunkában és a munkacsoportok ülésein, illetve hozzájárulnak ezekhez;
- a Covenant üzenetét terjesztik a megfelelő fórumokon, és így különösen más polgármestereket is arra biztatnak, hogy csatlakozzanak a Covenant-hoz.

## Fenntartható Energia Akciótervek
Az ambiciózus európai uniós energia- és klímacélok elérése és túlszárnyalása érdekében a Covenant aláírói kötelezettséget vállalnak, hogy a kezdeményezéshez történő csatlakozásukat követő egy éven belül Fenntartható Energia Akciótervet (SEAP) dolgoznak ki. A képviselőtestület által jóváhagyott akcióterv felvázolja az aláírók által kötelezettségeik teljesítése érdekében előirányzott tevékenységeket és intézkedéseket, a megfelelő határidőkkel és kijelölt feladatokkal együtt.
A különféle szakmai és módszertani segédanyagok (beleértve a „SEAP útmutatót” és az űrlapokat, jelentéseket a meglévő módszerekről és eszközökről) gyakorlati útmutatást és egyértelmű ajánlásokat adnak a SEAP kidolgozásának teljes folyamatáról. A helyi önkormányzatok gyakorlati tapasztalatain alapuló és az Európai Bizottság Közös Kutatóközpontjával szorosan együttműködve kialakított támogatási csomag a Covenant aláíróit tájékoztatja a fő elvekről és az egyértelmű, lépésről-lépésre történő megközelítésről. Minden dokumentum letölthető a www.eumayors.eu honlap könyvtárából.

## Egyeztetés és támogatás

### Covenant Koordinátorok és Támogatók
A Covenant Aláírók nem mindig rendelkeznek megfelelő eszközökkel és erőforrásokkal a CO2 Alapkibocsátás készlet kialakításához, a kapcsolódó Fenntartható Energia Akcióterv kidolgozásához és az utóbbiban leírt intézkedések finanszírozásához. Ennek fényében a megyéknek, régióknak, önkormányzati hálózatoknak és szövetségeknek kulcsszerepe van abban, hogy az aláírók segítségére legyenek kötelezettségeik betartásában.
A Covenant koordinátorok különböző közigazgatási szinteken lévő köztestületek (országos, regionális, megyei), amelyek stratégiai útmutatást nyújtanak az aláírók részére, valamint pénzügyi és szakmai támogatást nyújtanak a Fenntartható Energia Akciótervek kidolgozása és végrehajtása során. A Bizottság különbséget tesz a „Területi koordinátorok”, amelyek országos szint alatt decentralizált önkormányzatok, beleértve a megyéket, a régiókat és az önkormányzatok nyilvános csoportját, és a „Nemzeti koordinátorok” között, köztük országos köztestületek, beleértve a nemzeti energiaügynökségeket és az energiaügyekért felelős minisztériumokat.

A „Covenant támogatók” a helyi önkormányzatok olyan európai, nemzeti és regionális hálózatai és társulásai, amelyek lobbi, kapcsolattartó és hálózati tevékenységüket a Polgármesterek Szövetsége kezdeményezésének elősegítése érdekében végzik, és segítséget nyújtanak az aláíró tagoknak kötelezettségeik teljesítésében.

### Polgármesterek Szövetségének Irodája
A helyi és regionális önkormányzatok hálózatainak konzorciuma által irányított Polgármesterek Szövetségének Irodája (CoMO) - amelyet az Energy Cities vezet, és amelynek tagjai a Climate Alliance, a CEMR, az Eurocities és a Fedarene – napi szinten nyújt promóciós, szakmai és adminisztrációs segítséget a Covenant aláírói részére. Az Európai Bizottság finanszírozásával a CoMO felel a kezdeményezés teljes koordinációjáért.

### Az Európai Unió intézményei
Annak érdekében, hogy segítséget nyújtsanak az aláíróknak a Fenntartható Energia Akciótervének kidolgozásában és végrehajtásában, az Európai Bizottság hozzájárult olyan pénzügyi struktúrák kialakításához, amelyek különösen a Covenant aláírókat célozzák, többek között az Európai Helyi Energiahatékonysági Támogatás (ELENA) konstrukció, amelyet az Európai Fejlesztési Bankkal együttműködésben alakítottak ki nagyszabású projektekhez, és a német KfW csoporttal közösen alapított ELENA-KfW, amely kiegészítő lehetőséget nyújt a kis- és középméretű önkormányzatok fenntartható befektetéseinek mozgósítására.
Az Európai Bizottságon keresztül a Covenant teljes intézményi támogatásban részesül, beleértve a Régiók Bizottságát is, amely a kezdeményezést egészen megszületése óta támogatja; az Európai Parlament, ahol az első két aláírási ünnepséget tartották; valamint az Európai Fejlesztési Bank, amely a helyi önkormányzatoknak nyújt segítséget befektetési lehetőségeik feltárásában.

### Közös Kutatóközpont
A Közös Kutatóközpont feladata, hogy a kezdeményezés számára szakmai és tudományos támogatást nyújtson. Szorosan együttműködik a Polgármesterek Szövetségének Irodájával, hogy az aláírókat egyértelmű műszaki útmutatásokkal és űrlapokkal lássa el. Célja, hogy segítséget nyújtson a Polgármesterek Szövetségében vállalt kötelezettségeik teljesítésében, továbbá a végrehajtásban és az eredmények ellenőrzésében.

## Külső linkek
- www.polgarmesterekszovetsege.eu hivatalos weboldal
- ec.europa.eu/energy Európai Bizottság > Energiaügyi Főigazgatóság
- ec.europa.eu/dgs/jrc Európai Bizottság > Közös Kutatóközpont
- www.energy-cities.eu A fenntartható energiára átálló önkormányzatok szövetsége
- www.climatealliance.org Az európai városok és az esőerdőkben élő őshonos emberek éghajlatszövetsége
- www.ccre.org Európai Települése és Régiók Tanácsa
- www.eurocities.eu A jelentősebb európai városok szövetsége
- www.fedarene.org Energiaügynökségek és régiók európai szövetsége az energiáért és a környezetért